# Camí vell d'Olesa a Vacarisses
El camí vell d'Olesa a Vacarisses va ser el camí més ràpid antigament per anar d'Olesa de Montserrat a Vacarisses. L'itinerari comença al porxo de Santa Oliva i acaba a la plaça de l'Església de Vacarisses.

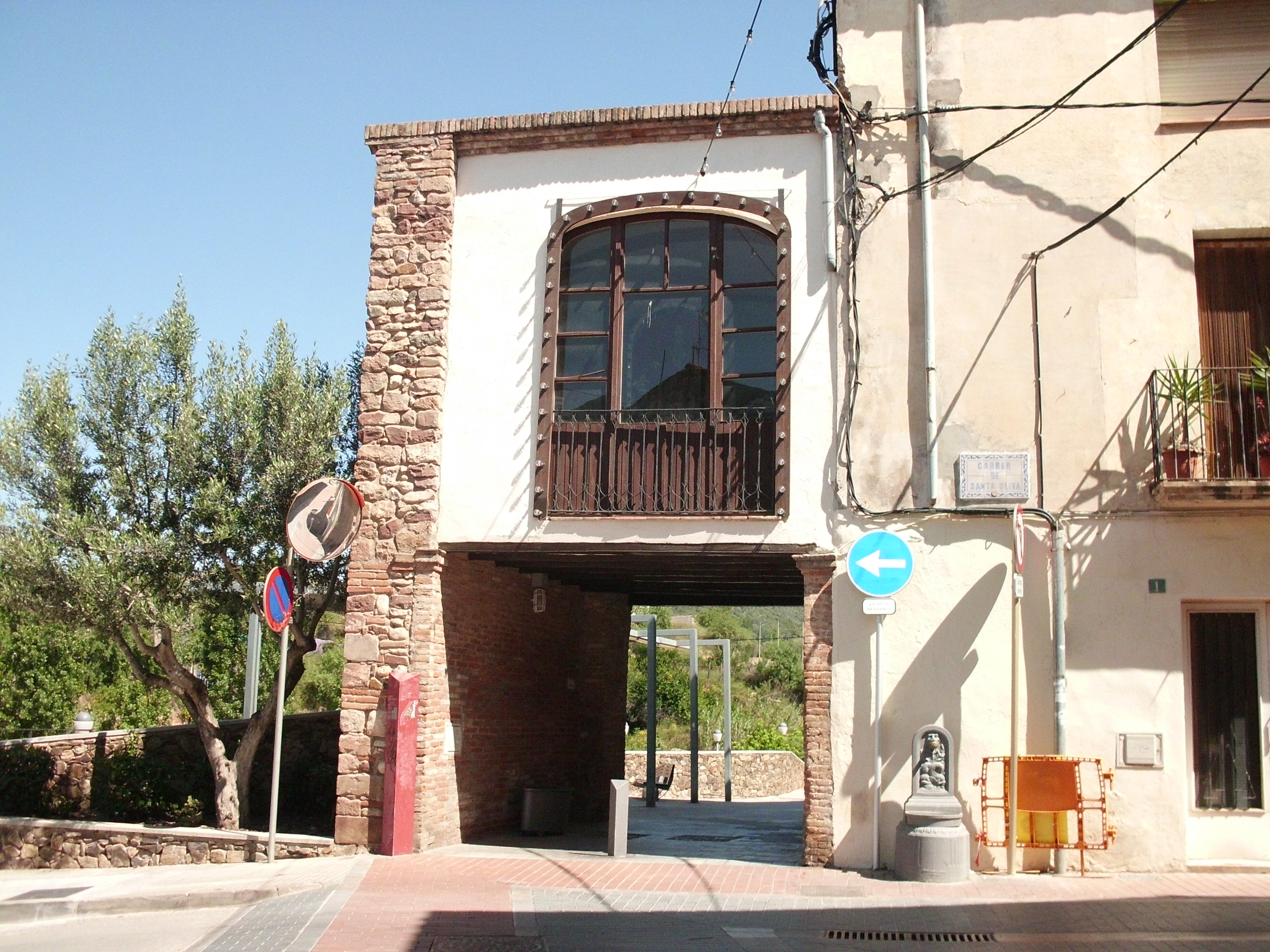
Porxo de Santa Oliva

 El recorregut és el següent: Porxo - les Planes - creu de Beca - coll de les Espases - pla del Fideuer - coll de Bram i Pedra de la Bossa - coll de l'Horpina - Can Torrella - Vacarisses. Actualment, traçar a peu tot el camí vell tal com es feia originàriament és pràcticament impossible, a causa de l'expansió urbana i als trams de carretera, que ho dificulten. Salva una distància de 10,2 km, que a peu es poden fer en dues hores. El desnivell de la ruta en el seu punt més alt són 462 m.